# Saint-Sulpice-les-Bois
 Saint-Sulpice-les-Bois  (en occitano Sent Sopliça) es una comuna y población de Francia, en la región de Lemosín, departamento de Corrèze, en el distrito de Ussel y cantón de Meymac.
Su población en el censo de 2008 era de 70 habitantes.
Está integrada en la Communauté de communes Ussel-Meymac-Haute-Corrèze .

## Demografía
| 60 | 101 | 102 | 79 | 71 | 53 | 70 |
| Para los censos de 1962 a 1999 la población legal corresponde a la población sin duplicidades (Fuente: INSEE [Consultar]) |     |     |    |    |    |    |